# Sofie Munsterhjelm
Sofie Jeanette (även Sofia Johanna) Munsterhjelm, gift von Platen, född 21 februari 1801 i Nastola, död 13 december 1867på Toivoniemi gård i Tulois, var en finländsk adelskvinna. Hon har fått sentida aktualitet genom en historisk-biografisk studie av hennes liv.

## Biografi
Sofie Munsterhjelm var dotter till kapten Anders Johan Munsterhjelm (1764–1824) och Vendela Sofia Glansenstierna. Hon var syster till Anders Lorentz Munsterhjelm och Gustaf Riggert Munsterhjelm (1806–1872). 
År 1813–1814 studerade Sofie Munsterhjelm vid Madame Ahlbergs privatpension för flickor i Tavastehus. År 1830 ingick hon äktenskap med kaptenen och postmästaren Lars August von Platen (1793–1843). Paret fick barnen Carl Bogisalus von Platen (1831–1856) och Sofia Eleonora von Platen (1835–1926).     
Under en period hade Sofie Munsterhjelm anställning som hushållerska vid Träskända gård i Esbo, som ägdes av Aurora Karamzin (då Demidov). Också om det var accepterat att som fattig adlig vara hushållerska i ett fint hem innebar tjänsten en stor förödmjukelse, då adeln från Sankt Petersburg, och till och med tjänstefolket därifrån, såg ner på den finländska lantadeln.

## Sentida betydelse
Sofie Munsterhjelm har efterlämnat ett synnerligen rikhaltigt personligt arkiv, som utnyttjats av kvinnohistorikern Kirsi Vainio-Korhonen för en historisk-biografisk studie med titeln i översättning: Sofie Munsterhjelms tid. Adelskvinnor och officerare i 1800-talets Finland. Sofie Munsterhjelm framställs där som representant för en försvinnande finländsk herrgårdsadel, vars värderingar kom i otakt med ett framväxande borgerligt samhälle.
Munsterhjelms lärodagbok är den enda bevarade förstahandskälla som berättar om vardagen på finländska flickpensioner från före 1840. Den visar att pensionen där hon gick var överraskande ambitiös. Pensionerna kritiserades hårt senare under 1800-talet, bland annat av Johan Vilhelm Snellman, Zacharias Topelius och Fredrika Runeberg, då man strävade efter att ge flickorna en utbildning motsvarande männens. För adelsflickorna som gick där var de dock ändamålsenliga.